# Gunnar Wiklund

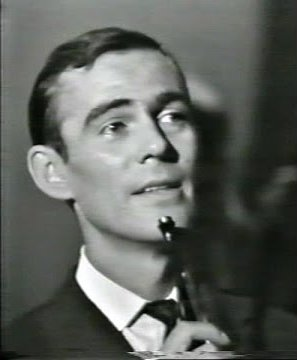
Gunnar Wiklund (* 1966)

Gunnar Wiklund (* 17. August 1935 in Luleå; † 29. September 1989 in Lysekil) war ein schwedischer Schlagersänger.

## Leben
Wiklund fing früh mit dem Singen an und sang nach der Schulzeit mit verschiedenen Orchestern in der nordschwedischen Stadt Luleå. Von Beruf war er Automechaniker und sein Debüt fand im Jahre 1952 in Luleå statt, zusammen mit dem Orchester "Swingsters". Seine erste Platte nahm er im darauffolgenden Jahr auf. 1959 gelang ihm mit dem Schlager Nu tändas åter ljusen i min lilla stad (Jetzt werden wieder die Lichter in meiner kleinen Stadt angezündet) ein Hit, 200.000 Platten wurden verkauft.
Wiklunds Vorbilder waren Jim Reeves und Perry Como. Gunnar Wiklunds Stil war sentimental, jedoch ohne Übertreibung. Er nahm an vier Schlagerfestivals mit insgesamt sechs Schlagern teil und 42 seiner Aufnahmen kamen in die schwedischen Hitlisten. Weitere Hits gelangen ihm im Nachbarland Norwegen. Dort stand Vi ska gå hand i hand im Jahre 1968 auf Platz eins der Single-Charts. Ein Jahr später schaffte er dies mit Kan jag hjälpa att jag älskar dig ännu auch in den schwedischen Charts.
Gunnar Wiklund ist trotz seines frühen Todes in Schweden bis heute unvergessen. Eine Best-of-CD mit den beliebtesten schwedischen Schlagern erschien 2001 unter dem Titel Mest av allt: Gunnar Wiklund allt det bästa und erreichte die Top 10 der Charts. Zusätzlich hatte Wiklund aber auch Werbeangebote und sang auch auf Deutsch. Für die Servas-Schuhfabrik, die zu Werbezwecken eine kleine Serie von Singles herausgab, sang er den Titel: "Fern von hier in Alabama".
Anfang der 1970er Jahre bekam Wiklund schwere Zahnprobleme, die später als "Oraler Galvanismus" diagnostiziert wurden. Die Ursache dieses zeitweilig umstrittenen Krankheitszustandes soll in den Amalgamfüllungen zu finden sein. Noch relativ jung wurde er außerdem von einer Krebskrankheit betroffen, die er nicht überlebte. Gunnar Wiklund ist auf dem Stockholmer Waldfriedhof, Skogskyrkogården, begraben, einem Friedhof, der zum architektonischen Weltkulturerbe zählt.

## Schallplatten
- Allein
- Das war der wilde Westen
- Auf diesen Augenblick hab ich gewartet
- Little Linda-Lou
- Junge geh’ nicht zu den Indios